# Verlosserkerk (Heidelberg)
De Verlosserkerk (Duits: Erlöserkirche) is een kerkgebouw van de Oudkatholieke Kerk in de binnenstad van de Duitse stad Heidelberg (Baden-Württemberg). Naast de Jezuïetenkerk is het de enige bewaard gebleven kloosterkerk van het vroeger zo grote aantal kloosterkerken in het historisch centrum van de oude stad.

## Geschiedenis

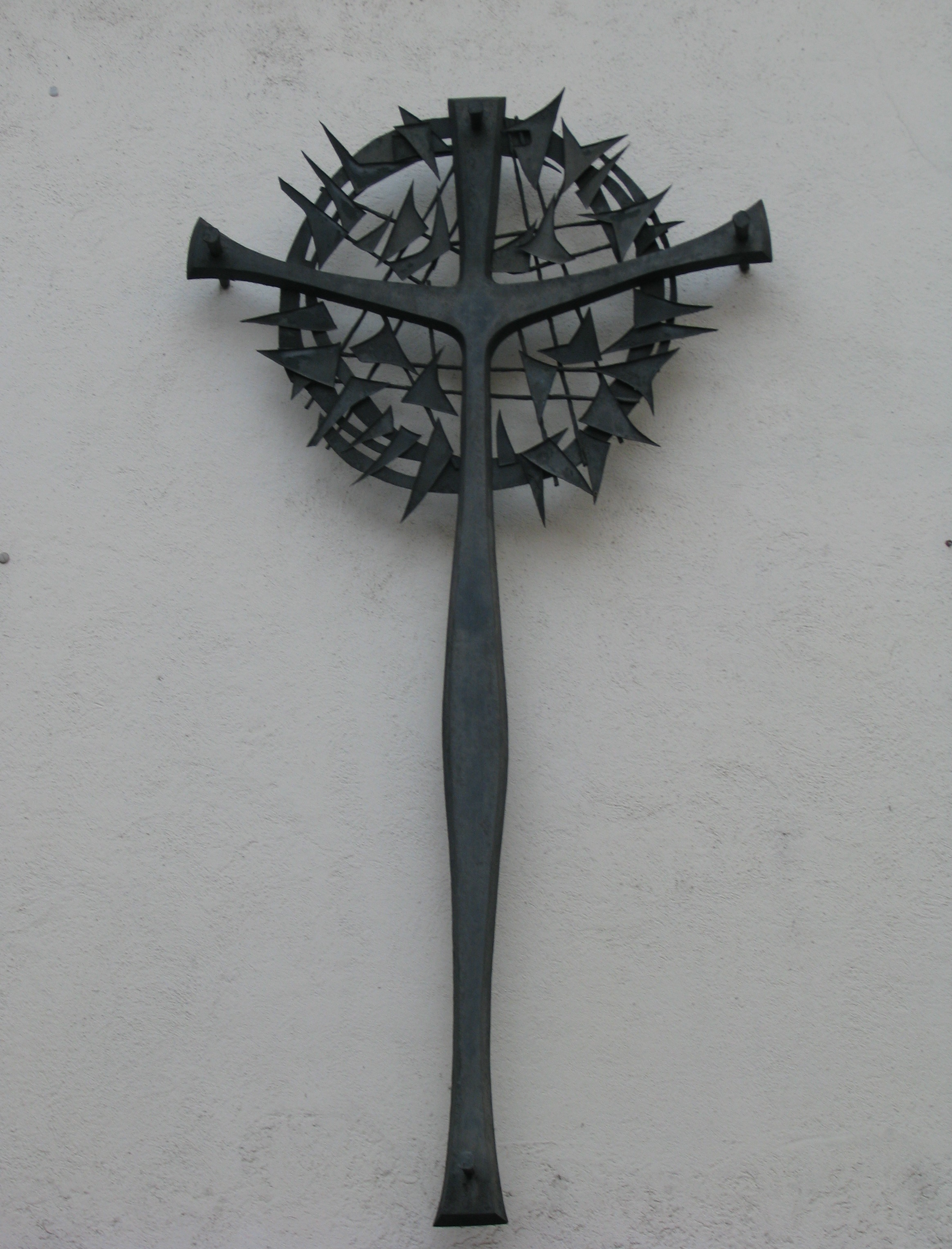
Kruis boven het portaal

In 1720 stichtten de witte nonnen een klooster, waarvan de aan de heilige Catharina van Siena gewijde kerk in de periode 1723-1724 werd gebouwd. Het klooster werd als gevolg van de secularisatie opgeheven en in het jaar daarop verwierven de lutheranen het gebouw en gebruikten het vervolgens tot 1821 als hospitaal. In de kloostergebouwen werd een handwerkschool voor vrouwen ingericht, totdat ze in 1901 werden afgebroken om zo ruimte te maken voor de uitbreiding van de ernaast gelegen hogere meisjesschool. De kerk werd echter aan de Engelse gemeente ter beschikking gesteld.
Toen Engeland en Duitsland met het uitbreken van de Eerste Wereldoorlog elkaars tegenstander werden, werd de "Engelse kapel" gesloten. De kerk werd nu door de naastgelegen school als aula gebruikt.
Vanaf 1936 kwam het gebouw in handen van de oud-katholieke gemeente, die na de afscheiding van de Rooms-Katholieke Kerk van 1876 tot 1894 de Sint-Annakerk en aansluitend het koor van de Heilige Geestkerk voor de samenkomsten gebruikte. Op 3 mei 1936 consacreerde de oud-katholieke bisschop Erwin Kreuzer de kerk als "Oud-katholieke Verlosserkerk".
In 1971 werd er weer een Engelse gemeente gesticht in Heidelberg, die sindsdien samen met de oud-katholieken gebruik maakt van het gebouw.

## Beschrijving
De eenvoudige zaalkerk werd in de 19e en 20e eeuw herhaaldelijk verbouwd. Op de barokke orgelkas na stamt de inrichting tegenwoordig uit de 20e eeuw. De oud-katholieken hadden vanuit de Heilige Geestkerk een monumentaal kruis meegenomen, dat oorspronkelijk uit het voormalige capucijner klooster stamde maar intussen weer is teruggegeven.
De kleurrijke ramen werden in 1962 door de Duitse kunstenaar Harry MacLean gemaakt en tonen de Boom des levens, de uitstortende Genade, het doopwater van de Jordaan, het Hemels Jeruzalem en de vuurkolom van de uittocht uit Egypte. Het tabernakel, de doopschaal, het bronzen kruis aan de buitenmuur en het bronzen portaal stammen eveneens van MacLean. Het portaal stelt de uitzending van de discipelen volgens Johannes 20:20-22 voor; het kruis moet met de omhoog gebogen zijarmen en de doornenkroon als stralenkrans er aan herinneren dat de kruisiging en de opstanding in het geloof onlosmakelijk met elkaar verbonden zijn.